# Jens Kleinert
Jens Kleinert (* 1964 in Hilden) ist ein deutscher Professor für Sport- und Gesundheitspsychologie an der Deutschen Sporthochschule Köln und dort seit 20. Mai 2014 Prorektor für Lehre und Studium.

## Leben
Kleinert studierte nach seinem Abitur Sportwissenschaften auf Diplom an der Deutschen Sporthochschule Köln, das er im Jahr 1991 abschloss. Daneben studierte er Humanmedizin an der Universität Köln. Nach seiner Approbation promovierte er 2000 am Institut für Psychosomatik und Psychotherapie der Universität Köln zum Thema Schmerzwahrnehmung/Schmerzbewältigung in der Orthopädie. Im Jahr 2003 habilitierte Kleinert zum Thema Sportwissenschaft unter besonderer Berücksichtigung von Sportpsychologie und Gesundheitsforschung. 2004 folgte er einem Ruf der Universität Würzburg als Professor für Sport und Gesundheit am Institut für Sportwissenschaft. Seit 2006 hat er den Lehrstuhl für Sport- und Gesundheitspsychologie an der Deutschen Sporthochschule Köln mit den Forschungsschwerpunkten Gesundheits- und Rehabilitationssport, Schmerzverarbeitung, Unfall- und Verletzungsprävention sowie Befindlichkeitsdiagnostik. Er ist Mitglied der Prüfungskommissionen der DSHS Köln und war von 1999 bis 2002 sowie von 2008 bis 2011 Senatsmitglied.
Neben seiner Lehrertätigkeit ist Kleinert Trainer im Schwimmen, Hallenhandball und Segeln.

## Forschungsschwerpunkte
- Motivation
- Teamprozesse
- Coaching- und Teachingprozesse
- Vertrauen in Dyaden und Teams
- Regulation von Bedürfnis- und Befindenslage
- Unfall- und Verletzungsprävention
- Dopingmotivation
- Sozialpsychologie des Schmerzes

## Schwerpunkte Lehre
- Psychologische/psychiatrische Aspekte der Prävention/Rehabilitation im/durch Sport
- Motivation, Interaktion & Kommunikation im Sport
- Psychologische Aspekte von Unfall und Verletzung
- Befindlichkeit und Sport

## Preise und Ehrungen
- 1992: Auszeichnung im Rahmen des Toyota Preises der Deutschen Sporthochschule Köln
- 2022: Landespreis „Sportwissenschaft Nordrhein-Westfalen“[2]

## Ausgewählte Publikationen
- J. Kleinert (Hrsg.): Mental aus der sportlichen Krise: Verletzungen, Formtiefs, Erfolgsdruck und Teamkonflikte bewältigen. BLV-Verlag, München 2003.
- J. Kleinert: Schmerzbewältigung als Prädiktor für Sportverletzungen und die Rolle von Interaktionen mit Verletzungsangst und Verletzungserfahrung. In: Zeitschrift für Sportpsychologie. Band 3, 2005, S. 83–92.
- J. Kleinert: Adjektivliste zur Erfassung der wahrgenommenen körperlichen Verfassung (WKV): Skalenkonstruktion und erste psychometrische Befunde. In: Zeitschrift für Sportpsychologie. Band 13, Nr. 4, 2006, S. 156–164.
- J. Kleinert und S. Jüngling: Factors of doping motivation: Model development and first steps of evaluation. In: Y. Theodorakis, M. Goudas und A. Papaioannou (Hrsg.): Long Papers: 12th European Congress of Sport Psychology. Halkidiki, Greece 2007, S. 655–659.
- J. Kleinert, M. Golenia und B. Lobinger: Emotionale Prozesse im Bereich der Planung und Realisierung von Gesundheitshandlungen. In: Zeitschrift für Sportpsychologie. Band 14, 2007, S. 44–50.
- J. Kleinert und H.-D. Hermann: Umgang mit Verletzungen aus sportpsychologischer Sicht. In: Leistungssport. Band 37, 2007, S. 43–49.
- S. Schneider, Simon Guardiera, Jens Kleinert, Anja Steinbacher, Thomas Abel, Heather Carnahan, Heiko K. Strüder: Centrifugal acceleration to 3Gz is related to increased release of stress hormones and decreased mood in men and women. In: Stress. Band 11, Nr. 5, 2008, S. 339–347.
- S. Schneider, Christopher D. Askew, Vera Brümmer, Jens Kleinert, Simon Guardiera, Thomas Abel und Heiko K. Strüder: The effect of parabolic flight on perceived physical, motivational and psychological state in men and women. Correlation with neuroendocrine stress parameters and electrocortical activity. In: Stress. Band 12, Nr. 4, 2008, S. 336–349.
- J. Kleinert und M. Sulprizio: Leistungssport und Schwangerschaft – epidemiologische und psychosoziale Betrachtungen. In: Leistungssport. Band 38, Nr. 1, 2008, S. 13–19.
- S. Breuer und J. Kleinert: Primäre Sportsucht und bewegungsbezogene Abhängigkeit. In: D. Batthyány und A. Pritz (Hrsg.): Rausch ohne Drogen. Springer, Wien 2009, S. 191–218.
- J. Kleinert und S. Jüngling: Psychologische Gesichtspunkte des Dopingverhaltens. In: R. Nickel und T. Rous (Hrsg.): Das Anti-Doping-Handbuch. Meyer & Meyer, Aachen 2009, S. 228–242.